# Amphineurus pullybuntor
Amphineurus (Amphineurus) pullybuntor là một loài ruồi trong họ Limoniidae. Chúng phân bố ở miền Australasia.